# Стара Фортеця (автомобильное ралли)
Ралли «Стара Фортеця» — традиционное соревнование по автомобильному ралли, которое проводится в Каменце-Подольском и Каменец-Подольском районе Хмельницкой области Украины с 1999 года по настоящее время с перерывами. За эти годы ралли «Стара Фортеця» десять раз входило в календарь Чемпионата Украины по ралли. Организатором ралли «Стара Фортеця» является Автомобильная Федерация Украины

## История

### 1999—2006: ранние годы
Ралли «Стара Фортеця» впервые прошло летом 1999 года по инициативе тогдашнего организатора Чемпионата Украины по ралли Василия Ростоцкого. Своим названием гонка обязана Каменец-Подольской крепости, которая является одной из главных архитектурных и исторических достопримечательностей региона и всей Украины.
С первых же лет существования гонка приобрела ряд характерных особенностей, ставших впоследствии ее фирменными: торжественное открытие и прологовый соревновательный участок, проходящий по улицам исторической части Каменца-Подольского, а также специальные участки, проходящие по карьеру возле сел Вербка и Приворотье. Наиболее популярным среди болельщиков местом стал трамплин около села Вербка, после прыжка на котором автомобили участников преодолевают в свободном полете более 30 метров.
Гонка не сразу нашла «свое» место в календаре соревнований. Первые два года ралли «Стара Фортеця» проходило осенью, и лишь с 2001 года соревнование стало традиционно проводиться в начале мая. Отчасти это было связано с характером местных дорог, которые не страдали от весенней распутицы; отчасти – с тем, что в первые майские дни Каменец-Подольский традиционно становится местом паломничества туристов со всей Украины и из-за рубежа. В дальнейшей истории гонки было лишь два исключения из этого правила: в 2005 году «Стара Фортеця» прошла в августе, в 2016 году – в сентябре.
Украинские спортсмены быстро полюбили новую гонку. Так, если в первом ралли «Стара Фортеця» приняли участие всего 18 экипажей, то уже к 2004 году количество стартующих удвоилось.

### 2007—2008: скандалы и аварии
Однако, несмотря на всеобщую любовь спортсменов и болельщиков, данное ралли достаточно часто становилось ареной противоречивых и даже скандальных событий. Так, гонка 2007 года запомнилась так называемым «выпадающим» результатом Владимира Петренко, который, согласно официальному хронометражу, преодолел один из спецучастков на минуту быстрее, чем любой из соперников (и на минуту быстрее, чем сам он сделал это на предыдущем проезде). В силу этого обстоятельства Петренко по сумме результатов стал абсолютным победителем соревнования. Большинство специалистов сходились во мнении, что причиной такого результата стала судейская ошибка при фиксации времени прохождения, однако официальных доказательств этого найдено не было, и спорный результат так и остался зафиксированным в протоколах соревнования.
Большой резонанс вызвало ралли «Стара Фортеця» 2008 года, в котором приняло участие рекордное количество экипажей – 43. Внимание привлекал тот факт, что среди них впервые были иностранцы – чемпион Латвии Андис Нейкшанс и чемпион России Александр Желудов. Именно последний и стал участником наиболее нелепой аварии в истории этой гонки.
На финише одного из спецучастков автомобиль Желудова не смог своевременно затормозить и столкнулся с машиной, в которой находились официальные лица соревнования. В результате расследования причин этой аварии стало ясно, что причиной столкновения стал неправильно установленный знак финиша, после которого, вопреки требованиям регламента, было предусмотрено недостаточно места для торможения.

### 2016—2019: возвращение
События 2007-2008 годов, и последовавшая за ними критическая реакция СМИ, привели к тому, что организаторы отказались от идеи проведения ралли в Каменце-Подольском. Следующая гонка состоялась лишь через восемь лет, в 2016 году. Наряду с позитивными отзывами болельщиков, соревнование получило новую порцию критики – в первую очередь, из-за низкого уровня безопасности участников и зрителей. И, несмотря на то, что мероприятие прошло без каких-либо аварий и происшествий, гонку вновь перестали проводить.
Очередное возрождение ралли в Каменце-Подольском намечено на май 2019 года. На этот раз организаторы решили провести ребрендинг своего мероприятия, убрав из названия слово «стара» – в календаре соревнований оно значится, как ралли «Фортеця».

## Победители
| Год  | Пилот                   | Штурман          | Автомобиль                  |
| ---- | ----------------------- | ---------------- | --------------------------- |
| 1999 | Александр Салюк-старший | Леонид Косянчук  | Ford Escort RS Cosworth     |
| 2000 | Василий Ростоцкий       | Юрий Ростоцкий   | Ford Escort WRC             |
| 2001 | Александр Салюк-старший | Леонид Косянчук  | Ford Escort RS Cosworth     |
| 2002 | Александр Салюк-старший | Леонид Косянчук  | Mitsubishi Lancer Evolution |
| 2004 | Александр Салюк-старший | Леонид Косянчук  | Mitsubishi Lancer Evolution |
| 2005 | Владимир Петренко       | Глеб Загорий     | Mitsubishi Lancer Evolution |
| 2006 | Андрей Александров      | Алексей Тамразов | Subaru Impreza WRX STi      |
| 2007 | Владимир Петренко       | Дмитрий Яровенко | Mitsubishi Lancer Evolution |
| 2008 | Александр Салюк-младший | Адриан Афтаназив | Mitsubishi Lancer Evolution |
| 2016 | Валерий Горбань         | Владимир Корся   | Mitsubishi Lancer Evolution |